# Сак (окръг, Айова)
Окръг Сак (на английски: Sac County) е окръг в щата Айова, Съединени американски щати. Площта му е 1497 km², а населението - 11 529 души (2000). Административен център е град Сак Сити.